# Gradići
Gradići är en ort i Kroatien.   Den ligger i länet Zagrebs län, i den centrala delen av landet, 14 km söder om huvudstaden Zagreb. Gradići ligger 103 meter över havet och antalet invånare är 1 768.
Terrängen runt Gradići är platt. Runt Gradići är det ganska tätbefolkat, med 54 invånare per kvadratkilometer. Närmaste större samhälle är Zagreb - Centar, 13,8 km norr om Gradići. I omgivningarna runt Gradići växer i huvudsak lövfällande lövskog.